# Поллих, Иоганн Адам
Иоганн Адам Поллих (нем. Johann Adam Pollich; 1740—1780) — немецкий натуралист и врач.

## Биография
Иоганн Адам Поллих родился в Кайзерслаутерне 1 января 1740 года в семье Иоганна Поллиха и Марии Магдалены Беттингер. В 1761 году поступил в Страсбургский университет. В 1763 году Поллих получил степень доктора философии по медицине, затем некоторое время работал врачом. С 1764 года он занимался исключительно изучением естественной истории. В 1776—1777 он издал трёхтомную книгу по ботанике Historia plantarum in Palatinatu electorali. В 1778 году Иоганн Адам был принят в Леопольдину. Также он был связан с Мангеймской академией наук, однако её членом избран не был. В 1779 году Поллих предпринял попытку стать адъюнкт-профессором Гейдельбергского университета, однако она успехом не увенчалась. 24 февраля 1780 года Иоганн Адам Поллих скончался.

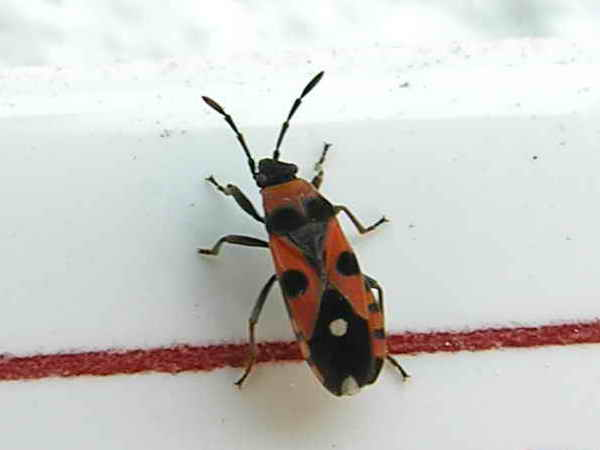
Horvathiolus superbus — клоп-наземник, впервые описанный Поллихом

В честь И. А. Поллиха назван журнал Pollichia, основанный в 1843 году ботаником К. Г. Шульцем-Бипонтийским.

## Некоторые научные работы
- Pollich, J.A. (1776—1777). Historia plantarum in Palatinatu electorali. 3 vols.

## Роды, названные в честь И. А. Поллиха
- Polichia Schrank, 1781, nom. rej. [syn.  Lamium L., 1753]
- Pollichia Medik., 1783, nom. rej. [syn.  Trichodesma R.Br., 1810, nom. cons.]
- Pollichia Aiton, 1789, nom. cons.
- Pollichia Roesler, 1980 [syn.  Oncocera Stephens, 1829]